# Ensemble Rudelstetten
Das Ensemble Rudelstetten umfasst den historisch bebauten Bereich von Rudelstetten, einem Gemeindeteil von Alerheim im schwäbischen Landkreis Donau-Ries in Bayern. Das Ensemble ist ein geschütztes Baudenkmal.

## Beschreibung

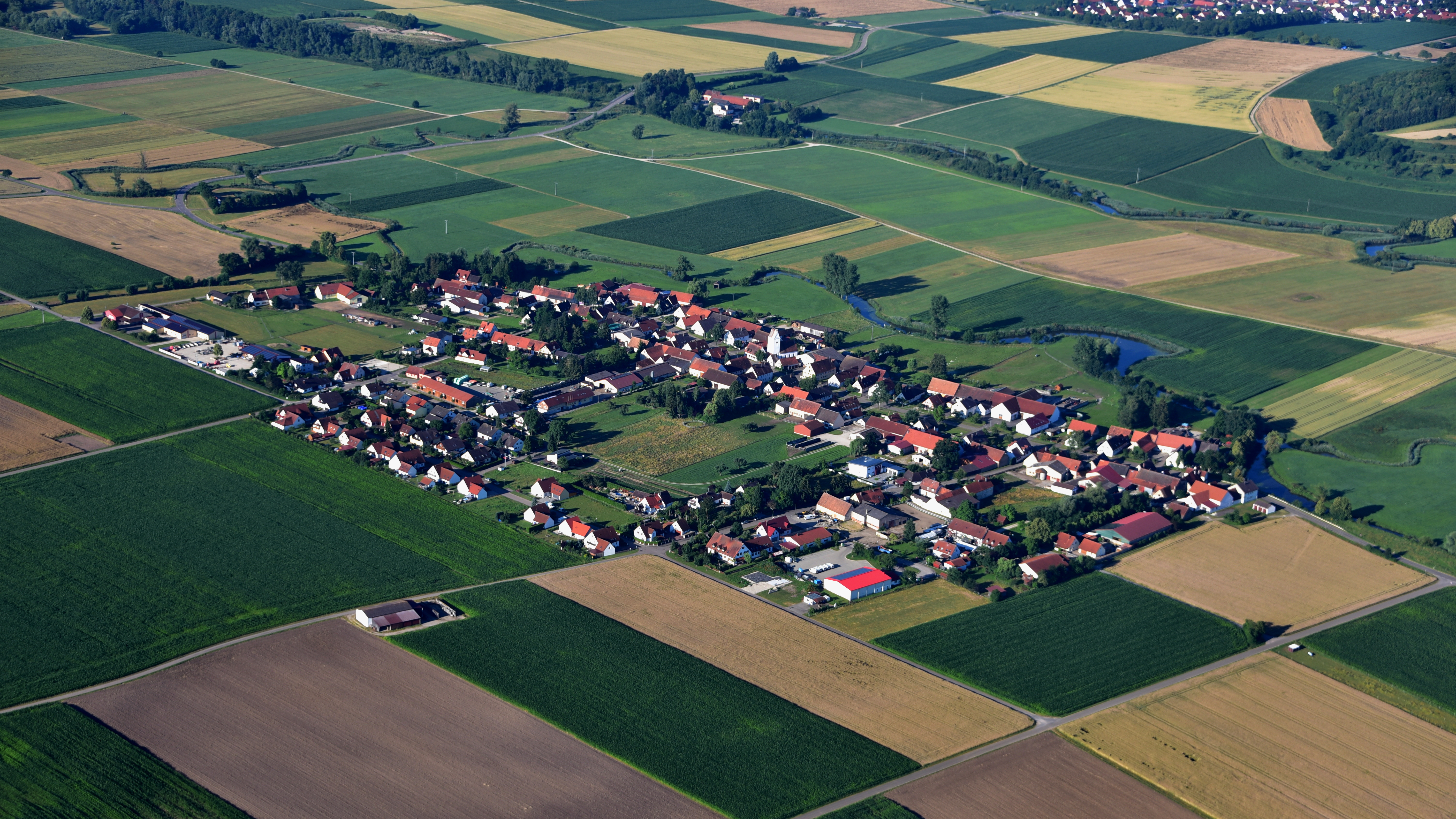
Luftaufnahme von Rudelstetten, in der Mitte der Anger

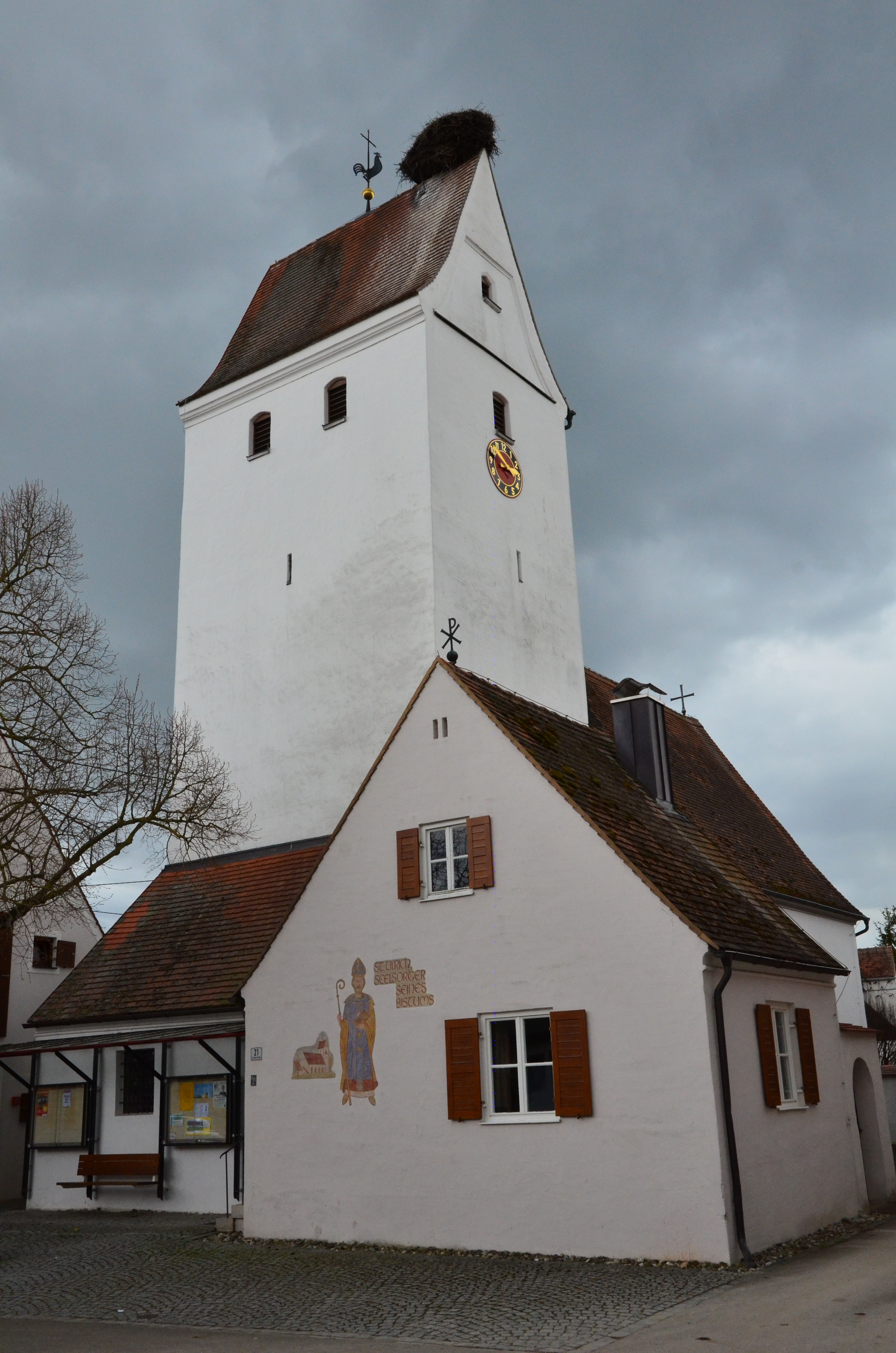
Kirche St. Ulrich und Pfarrhaus

Das Ensemble umfasst den Bereich des durch Erweiterung der Durchgangsstraße gebildeten Angers und dessen angrenzende Bebauung. Rudelstetten liegt östlich entlang einem Altwasserarm der Wörnitz und erstreckt sich als Angerdorf in hauptsächlich nordwestlicher Richtung. Der Anger entwickelt sich im Süden aus einer Straßenverengung und Straßenkrümmung, in deren leichte Schwingung sich die Giebelfronten der Wohnstallhäuser durch leichte Achsenverschiebung angleichen, verbreitert sich dann und lässt die beidseitig der Straße aufgereihten Häuser weit zurücktreten. 
Rudelstetten ist ein Beispiel für ein typisches Rieser Angerdorf. Es zeigt die charakteristischen Merkmale von erdgeschossiger Bebauung durch Hofanlagen in Hufeisenform, wobei die Aufreihung giebelständiger Wohnstallhäuser in relativ gleichen Abständen beidseitig des Angers spezifischer Ausdruck für die bauliche Kontinuität ist. Die für die Region charakteristische Hofanlage in Winkelhakenform entsteht durch die zum giebelständigen Wohnstallhaus im rechten Winkel zurückgesetzte Scheune. Eine Umfriedung zur Straße hin erfolgt durch abgrenzende Zäune zwischen den Giebelhäusern. 
Auf der Westseite steht innerhalb des Friedhofs die evangelisch-lutherische Kirche St. Ulrich.
Charakteristisch für das Dorf ist das schmucklose, glatt verputzte Bauernhaus mit seinem tief herabgezogenem Giebel. Die Bebauung stammt vorwiegend aus der zweiten Hälfte des 19. Jahrhunderts. Die Häuser Nr. 15 und 35 bilden durch ihre Zweigeschossigkeit eine Störung innerhalb des Rieser Angerdorftyps.